# Sumo Group
Sumo Group Limited — британський відеоігровий холдинг зі штаб-квартирою у місті Шеффілд. Компанія була створена в грудні 2017 року як материнська компанія для студій Sumo Digital та Atomhawk, того ж місяця відбулося первинне публічне розміщення акцій на Лондонській фондовій біржі. Після придбання міноритарного пакету акцій у листопаді 2019 року, Tencent повністю придбала компанію в січні 2022 року.

## Історія
Карл Кейверс, Пол Портер, Даррен Міллс і Джеймс Норт-Герн, четверо співробітників колишньої студії Gremlin Interactive, заснували компанію Sumo Digital у 2003 році. У березні 2008 її придбала компанія Foundation 9 Entertainment, а в листопаді 2014 року Кейверс, Портер, Міллс і Кріс Стоквелл завершили операцію з викупу управління студією. Ян Лівінгстон обіймав посаду голови правління з 2015 по 2022 рік. У грудні 2017 року було створено Sumo Group для ролі материнської компанії Sumo Digital та її дочірньої компанії Atomhawk. Пізніше того ж місяця відбулося первинне публічне розміщення акцій Sumo Group на ринку Лондонської фондової біржі.
У листопаді 2019 року китайський конгломерат Tencent придбав 15 мільйонів акцій Sumo Group, що становило долю в 10%. У жовтні 2020 року Sumo Group придбала Pipeworks Studios, а в березні 2021 року створила студію видавництва відеоігор Secret Mode. У липні того ж року Tencent і Sumo Group домовилися, що Tencent через свою дочірню компанію Sixjoy Hong Kong Limited повністю придбає компанію за 5,13 фунта стерлінгів за акцію (143,3% від попередньої ціни закриття в 3,58 фунта стерлінгів) на загальну суму 919 мільйонів фунтів стерлінгів. На той момент Tencent був другим за величиною акціонером Sumo Group з часткою 8,75%.
У вересні 2021 року Sumo Group придбала компанію Auroch Digital за 6 мільйонів фунтів стерлінгів. Купівля компанії Tencent була схвалена Комітетом з іноземних інвестицій США в грудні 2021 року, а потім й Високим судом Лондона 13 січня 2022 року. Після цього 17 січня Sumo Group була виключена з лістингу Лондонської фондової біржі і стала дочірньою компанією Tencent через холдингову дочірню компанію Sixjoy Hong Kong Limited. 21 липня 2022 року Sumo Group продала Pipeworks Studios розробнику компанії Jagex за нерозголошену суму. У вересні 2023 року було оголошено, що Sumo Group придбала студію Midoki.

## Дочірні компанії
- Atomhawk
  - Atomhawk Canada
  - Atomhawk United Kingdom
- Auroch Digital[en]
- Secret Mode
- Sumo Digital
  - Lab42
  - PixelAnt Games
  - Red Kite Games
  - Sumo Leamington
  - Sumo Newcastle
  - Sumo Nottingham
  - Sumo Pune
  - Sumo Sheffield
  - Sumo Warrington
  - The Chinese Room[en]
- Timbre Games